# Форверг, Манфред
Манфред Форверг (нем. Manfred Vorwerg 3 апреля 1933, Пшемкув (Нижняя Силезия) — 26 июня 1989, Лейпциг) — немецкий философ и психолог. Доктор философских наук, профессор. социальный психолог, специалист в области обучения и развивающей психологии. Автор социально-психологических тренингов. Ведущий социальный психолог ГДР.

## Биография

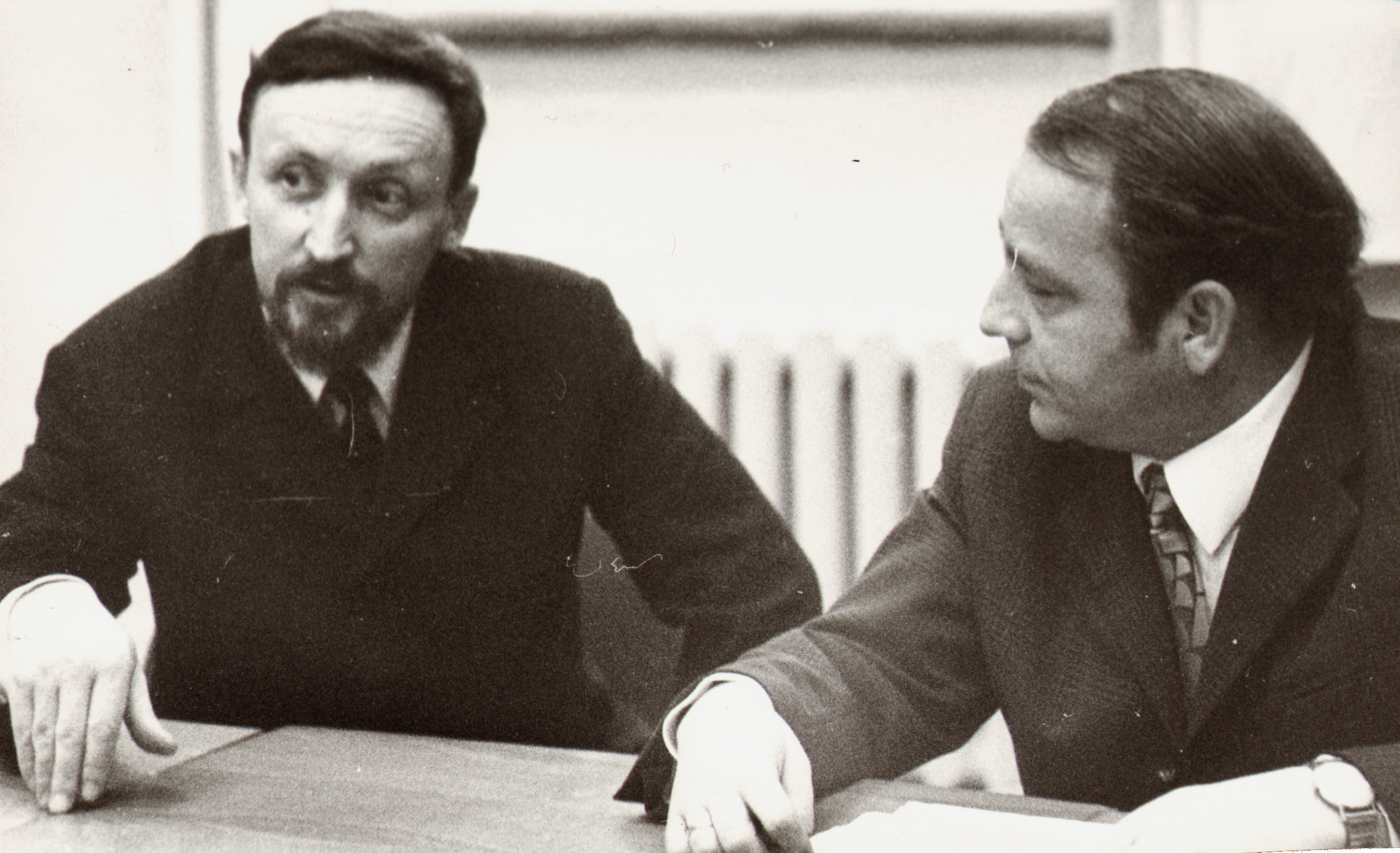
Борис Парыгин и Манфред Форверг. Диалог о тренинге на факультете социальной психологии ЛГПИ. Ленинград. 1973.

Манфред Форвег родился в небольшом городе Пшемкув. Отец — рабочий Эрих Форверг, Мать — Фрида Форверг, урождённая Циммерлинг. В 1945 семья переселяется в Тюрингию. После получения среднего образования Форвег учился в Университете им. Карла Маркса в Лейпциге (1953-1958). В 1959-1960 годах проходил дополнительное обучение в университетах Тбилиси и Ленинграда. Впоследствии часто бывал в Советском Союзе, поддерживал профессиональные отношения. Труды переводились на русский язык. В 1961 году Форверг получает докторскую степень по философии в Лейпцигском университете с темой «исследование стереотипов в отношениях»; в 1965 году — в области социальной психологии в Йенском университете им. Шиллера Йена, в котором последующие три года преподает лекторский курс социальной психологии (1965–1968). Вскоре становится профессором социальной психологии Йены (1968–1971). В 1974 году переходит в Лейпцигский университет на факультет Культуры, языка и образования, в звании профессора сектора психологии личности, где работает до своей смерти в 1989 году (1974-1989).